# Убиство на крају света
Убиство на крају света (енгл. A Murder at the End of the World) је америчка психолошка трилер драмска минисерија коју су креирали Брит Марлинг и Зал Батманглиј за FX. У серији Ема Корин тумачи лик детективке аматерке која покушава да реши убиство у изолованом склоништу. Споредне улоге тумаче Марлинг, Клајв Овен и Харис Дикинсон.
Прва и друга епизода приказане су на Hulu 14. новембра 2023, док су остале епизоде објављиване једном недељно, завршно са19. децембра 2023. Серија је првобитно требала да буде објављена 29. августа 2023, али је приказивање одложено због штрајка холивудских сценариста и глумаца током 2023.

## Премиса
Серија прати Дарби Харт, детектива аматера. Повучени милијардер позива Дарби и још осам гостију на одмор на удаљеној локацији у дивној природи. Када је један од гостију пронађен мртав, Дарби мора да употреби све своје вештине да докаже да је то убиство, суочена са тврдњама да је у питању несрећан случај и док се налази међу људима са различитим супротстављеним интересима, пре него што убица убије још неког.

## Глумачка подела

### Главни
- Ема Корин - Дарби Харт[2]
  - Анастасија Ли - млада Дарби.
- Брит Марлинг - Ли Андерсен[1][3]
- Харис Дикинсон - Бил Фара[3]
- Алис Брага - Шан[3]
- Џоан Чен - Лу Меи[3]
- Раул Еспарза - Давид[3]
- Џермејн Фаулер - Мартин[3]
- Рајан Џ. Хадад - Оливер[3]
- Пегах Феридони - Зиба[3]
- Џавед Кан - Рохан[3]
- Луис Канселми[5] - Тод Ендрјуз, Ендијев шеф обезбеђења
- Едоардо Балерини - Реј[3]
- Клајв Овен - Енди Ронсон[3]

### Споредни ликови
- Кристофер Гур - Маријус[6]
- Бритијан Зајберт - Ева Ендруз[7]
- Келан Тетлов[5] - Зумер, син Ендија и Ли
- Нил Хаф [5] - отац Дарби
- Данијел Олсон - Томас[7]

## Продукција

### Развој
Тринаестог августа 2021. објављено је да је FX наручио серију ограниченог трајања, тада под називом Retreat, коју су креирали Брит Марлинг и Зал Батманглиј, који су извршни продуценти серије, као и редитељи и сценаристи. Њих двоје су радили заједно дуже од једне деценије, претходно урадивши научнофантастичне драмску серију The OA (2016–2019). Поред Марлинга и Батманглија, Андреа Сперлинг, Мелани Марнич и Ники Палуга би такође били извршни продуценти. Причу су  Марлинг и Батманглиј почели да развијају 2019. године, инспирисани њиховим интересовањима за приче о истражитељима аматерима и младим детективкама, као и идејом о томе колико знања генерација З може да стенке са интернета.

### Снимање
Главно снимање је почело 7. фебруара 2022. године, а снимање се одвијало у Кернију, Њу Џерси, Јути и на Исланду. У априлу 2022. године, снимање је такође трајало три дана на фарми бивола на реци Редингтон у Редингтону, Њу Џерси. Марлингова је 2. септембра 2022. на свом Инстаграм налогу објавила да је то био последњи дан снимања. Крајем децембра 2022. Los Angeles Times је објавио да је снимање серије завршено.

### Приказивање
У Сједињеним  Америчким Државама, мини-серија од седам епизода премијерно је приказана 14. новембра 2023. на Hulu, при чему су прве две епизоде биле доступне одмах, а остале епизоде су приказиване на недељној бази. Првобитно је требало да дебитује 29. августа 2023, али је приказивање одложено због штрајка глумаца и сценариста 2023. На међународном нивоу, серија је премијерно приказана на Disney+, док је у Латинској Америци премијерно приказана на Star+.

### Пријем критике
Rotten Tomatoes наводи да је рејтинг серије 88% (од 100), са просечном оценом 6,9/10, на основу 52 рецензије. Консензус критичара гласи: Убиство на крају света је збуњујуће колико и заводљиво, у питању је достојна мозгалица за љубитеље необичних прича Брита Марлинга и Зала Батманглија. Metacritic наводи оцену 74 од 100 на основу 30 рецензија критичара, што указује на „генерално повољне критике“.
A Murder at the End of the World проглашено је за најбоље ТВ емисије 2023. од стране Ellе, The Ringer и Vulture.